# Квинби (Јужна Каролина)
Квинби (енгл. Quinby) град је у америчкој савезној држави Јужна Каролина.

## Демографија
По попису из 2010. године број становника је 932, што је 90 (10,7%) становника више него 2000. године.
| Група             | 2000.       | 2010.       |
| Белци             | 361 (42,9%) | 278 (29,8%) |
| Афроамериканци    | 473 (56,2%) | 637 (68,3%) |
| Азијати           | 0 (0,0%)    | 1 (0,1%)    |
| Хиспаноамериканци | 3 (0,4%)    | 3 (0,3%)    |
| Укупно            | 842         | 932         |